# Capitoli di 20th Century Boys

Copertina del primo volume dell'edizione italiana.

Questa è la lista dei capitoli di 20th Century Boys, manga scritto e illustrato da Naoki Urasawa. L'opera è stata serializzata sulla rivista Big Comic Spirits di Shogakukan dal 1999 al 2006 ed è stata poi raccolta in 22 volumi tankōbon pubblicati dal 29 gennaio 2000 al 30 novembre 2006. Nell'aprile 2006 Urasawa ha pubblicato, a sorpresa, l'ultimo capitolo del manga, dando però appuntamento ai suoi lettori alla primavera del 2007 per la continuazione dell'opera. A gennaio 2007 è incominciata quindi la pubblicazione su rivista di una serie sequel intitolata 21st Century Boys (21世紀少年?, Nijūichi seiki shōnen), che si è conclusa a luglio ed è stata raccolta in due albi.
L'edizione italiana è curata da Planet Manga, etichetta della Panini Comics, che l'ha pubblicato in tra il 2002 e il 2007, mentre i due volumi di 21st Century Boys sono stati pubblicati rispettivamente il 19 giugno 2008 e il 9 ottobre 2008. In America il manga è licenziato da Viz Media e pubblicato tra il 17 febbraio 2009 e il 18 settembre 2012. In Spagna è edito da Planeta DeAgostini, in Francia, Portogallo e Brasile da Panini Comics.

## 20th Century Boys
| Nº | Titolo italiano Giapponese 「Kanji」 - Rōmaji | Data di prima pubblicazione         | Data di prima pubblicazione             |
| Nº | Titolo italiano Giapponese 「Kanji」 - Rōmaji | Giapponese                          | Italiano                                |
| 1  | 20th Century Boys 1 「20世紀少年 1」 - Nijū seiki shōnen 1 | 29 gennaio 2000 ISBN 4-09-185531-8  | 25 luglio 2002 ISBN 88-8343-109-X       |
| 1  | Capitoli - 1. Amici (ともだち?, Tomodachi) - 2. Karaoke (カラオケ?, Karaoke) - 3. Il ragazzo che acquistò la chitarra (ギターを買った少年?, Gitā wo katta shōnen) - 4. L'asciugamano col moccio (鼻水タオル?, Hanamizu taoru) - 5. La notte nell'aula di gastronomia (理科室の夜?, Rikashitsu no yoru) - 6. La bandiera piantata sulla Luna (に立つ顔?, Tsuki ni tatsu kao) - 7. Softball (ソフトボール?, Sofutobōru) - 8. Scavare un buco (穴を掘る?, Ana wo horu) - 9. Il messaggio (メッセージ?, Messēji, Message) - 10. Yukiji (ユキジ?) |                                     |                                         |
| 1  | Trama Nel 1997 Kenji Endo, che gestisce con la madre un mini-market e accudisce Kana, la figlia neonata della sorella, viene avvicinato da due detective per il caso della sparizione di un suo cliente, il professor Shikishima. Andando a ritirare i vuoti, Kenji nota sulla parete dell'appartamento del professore il simbolo di una mano contenuta in un occhio, che gli sembra familiare. In seguito viene ritrovato il corpo dello studente universitario Kaneda Shoutaro, misteriosamente dissanguato, e la polizia collega i due delitti. Intanto Kenji e i suoi amici d'infanzia apprendono la notizia del suicidio del loro compagno Donkey, divenuto nel frattempo insegnante, ma il fatto che l'amico gli avesse mandato una lettera con il simbolo dell'occhio e della mano in cui lo pregava di incontrarlo al più presto prima del presunto suicidio, porta Kenji a sospettare qualcosa. Parlando con la vedova, scopre che Donkey aveva preso a cuore il caso di uno dei suoi studenti finito nel giro di una setta e in seguito trasferitosi all'università di Shikishima. Lo studente, Tamura Masao, si rivela un vicolo cieco, ma il giovane si scopre essere un membro e sicario di una setta che venera l'"Amico", un misterioso individuo che sembra possedere poteri straordinari e divinatori, che viene acclamato come il salvatore dell'umanità e che inspiegabilmente utilizza il simbolo di Kenji e amici e conosce tutte le loro gesta da bambini. Durante una serata, il gruppo di amici di Kenji si ricorda di aver seppellito qualcosa da bambini e scavando nel punto del loro nascondiglio di allora riportano alla luce alcuni loro ricordi, incluso il simbolo. |                                     |                                         |
| 2  | 20th Century Boys 2 「20世紀少年 2」 - Nijū seiki shōnen 2 | 30 maggio 2000 ISBN 4-09-185532-6   | 26 settembre 2002 ISBN 88-8343-122-7    |
| 2  | Capitoli - 11. Potenza (“ゆうりき”?, "Yūriki") - 12. Occio (相撲?, Sumō) - 13. Cho (刑事?, Keiji, lett. "Detective") - 14. Yama (ヤマさん?, Yama-san) - 15. Il giorno della distruzione dell'umanità (人類滅亡の時?, Jinrui metsubō no toki) - 16. Dio (神様?, Kamisama) - 17. Il cassetto della sorella (姉貴の引き出し?, Aneki no hikidashi) - 18. L'amante di Kiriko (姉貴の恋人?, Aneki no koibito) - 19. L'uomo alle spalle (後ろの男?, Ushiro no otoko) - 20. Il veggente (予言者?, Yogensha) - 21. Apri gli occhi! (目を覚ませ!!?, Me o samase!!) |                                     |                                         |
| 2  | Trama Preoccupate dalla misteriosa setta, le famiglie dei giovani membri intentano una causa legale contro l'organizzazione. Kenji intanto ritrova Yukiji, sua vecchia compagna di classe, e lei si ricorda che il simbolo era stato tracciato nel 1969 dal loro amico Occio, misteriosamente scomparso in Thailandia nove anni prima. Cho, l'ispettore di polizia che segue il caso del professor Shikishima, collega l'accaduto alla setta dell'Amico e, indagando, risale al vero nome del leader e scopre che lui e Kenji erano compagni di classe; prima di poter confermare le sue teorie, viene tuttavia ucciso da un membro della cricca. Intanto Kenji trova il simbolo dell'occhio e della mano tra la corrispondenza di sua sorella e intuisce che ella aveva incominciato una relazione con un membro della setta. In seguito un seguace dell'Amico viene ritrovato moribondo da un gruppo di barboni e con le sue ultime forze chiede di parlare con Kenji. Il clochard chiamato Dio, per la sua abilità di fare profezie che si avverano, comprende che la calamità si sta per compiere e riesce ad attirare Kenji sul luogo. Qui il sicario, che confessa di aver ucciso Donkey, rivela l'intento dell'Amico di conquistare il mondo con un'arma batteriologica, seguendo le profezie fatte da Kenji da bambino. Prima di spirare, l'uomo consegna a Kenji una lettera di Donkey e afferma che egli è l'unico che può salvare l'umanità. |                                     |                                         |
| 3  | 20th Century Boys 3 「20世紀少年 3」 - Nijū seiki shōnen 3 | 30 agosto 2000 ISBN 4-09-185533-4   | 28 novembre 2002 ISBN 88-8343-141-3     |
| 3  | Capitoli - 22. L'uomo con la chitarra (ギターを持った英雄?, Gitā o motta eiyū) - 23. Decisione (決意?, Ketsui) - 24. Confronto (対決?, Taiketsu) - 25. Brother (ブラザー?, Burazā) - 26. Compagni di classe (クラスメート?, Kurasumēto, Classmate) - 27. Un altro… (もう一人…?, Mō hitori…) - 28. Sadakiyo (サダキヨ?) - 29. L'esplosione dell'aeroporto (空港爆破?, Kūkō bakuha) - 30. La figlia del destino (運命の子?, Unmei no ko) - 31. E poi… (それから…?, Sorekara…) - 32. L'uomo di Bangkok (バンコクの男?, Bankoku no otoko) |                                     |                                         |
| 3  | Trama Deciso ad assumersi le sue responsabilità per aver pianificato da piccolo la cospirazione che ha già infettato con un'epidemia San Francisco e Londra, Kenji cerca il supporto dei suoi amici di allora, ma non se la sente di coinvolgerli. Venuto a sapere di un concerto organizzato dall'Amico, si reca all'evento con l'intento di ucciderlo. Tuttavia, esita quando l'Amico, che indossa una maschera uguale a quella di un bambino che desiderava sempre giocare con il gruppo di Kenji, afferma di essere il padre di Kana. In seguito Kenji partecipa a una cena di classe, in cui sembra avere conferme dal suo compagno Fukubei, la cui moglie è finita anch'essa nel giro della setta, che il bambino con la maschera, un tipo strano e solitario di nome Sadakiyo, possa essere l'Amico. Ricordatosi che la prossima previsione era un attacco dinamitardo all'aeroporto di Narita, Kenji si precipita sul posto per avvertire Yukiji, che vi lavora come ispettrice, ma un membro di spicco della setta, Inshu Manjome, che trasporta una misteriosa polvere bianca, gli rivela che l'obiettivo dell'attacco è in realtà l'aeroporto di Haneda e che in quel frangente una schiera di membri della setta sta tentando di sottrarre Kana dal negozio in quanto figlia dell'Amico e "bambina del destino". Sebbene giunga in tempo per salvare Kana, Kenji non riesce a evitare che il negozio vada in fiamme e, per i successivi tre mesi, si nasconde dalla setta e dai creditori nella casa del nonno di Yukiji, insieme alla madre e alla bambina. Dopo aver disseppellito il vecchio libro delle profezie dal giardino della casa ormai incenerita, i tre lasciano il nascondiglio. |                                     |                                         |
| 4  | 20th Century Boys 4 「20世紀少年 4」 - Nijū seiki shōnen 4 | 30 gennaio 2001 ISBN 4-09-185534-2  | 27 febbraio 2003 ISBN 88-8343-170-7     |
| 4  | Capitoli - 33. Il partito dell'amicizia (ゆーみん党?, Yūmin-tō) - 34. Fuga (逃走?, Tōsō) - 35. Legami (つながり?, Tsunagari) - 36. Amore e pace (愛と平和?, Ai to heiwa) - 37. Il kid dei sette colori (七色キッド?, Nanairo kiddo) - 38. Luce (光?, Hikari) - 39. L'esplosione (爆破?, Bakuha) - 40. La base dei segreti (秘密基地?, Himitsu kichi) - 41. La riunione per il robot (ロボット会議?, Robotto kaigi) - 42. Il re dei sotterranei (地下の帝王?, Chika no teiō) - 43. In fondo all'oscurità (闇の奥?, Yami no oku) |                                     |                                         |
| 4  | Trama Occio si è ritirato a vivere a Bangkok, dove, sotto l'identità di "Shogun" e grazie alle sue abilità nel combattimento corpo a corpo, si guadagna da vivere con lavori al limite della legalità. Nell'estate del 2000, durante uno dei suoi incarichi, viene a sapere che il Giappone sta progressivamente finendo sotto la morsa dell'Amico e del suo partito dell'amicizia, i quali finanziano in parte le loro operazioni grazie ai lauti proventi derivanti dal traffico illegale di una nuova droga chiamata kid dei sette colori. Quando Kenji lo contatta per chiedergli di raggiungerlo in Giappone e aiutarlo a contrastare l'Amico, Occio torna in patria, dopo aver dato alle fiamme la fabbrica di produzione della droga. Kenji, che ha passato gli ultimi due anni nascosto, alla guida di un piccolo gruppo di persone in azioni di terrorismo e cantando le sue canzoni sovversive per la strada, informa Occio che l'Amico sta mettendo in pratica le gesta che avevano ideato da bambini e che si sta preparando alla distruzione del mondo prevista per la fine dell'anno. Nelle loro indagini, i due giungono al sotterraneo che ospita il gigantesco robot atomico costruito da l'Amico grazie alla collaborazione forzata del professor Shikishima; lì, un video registrato da l'Amico li avvisa che dovranno riunire la vecchia squadra di amici per tentare di fermarlo. |                                     |                                         |
| 5  | 20th Century Boys 5 「20世紀少年 5」 - Nijū seiki shōnen 5 | 26 aprile 2001 ISBN 4-09-185535-0   | 2 maggio 2003 ISBN 88-8343-192-8        |
| 5  | Capitoli - 44. Convocazione (招集?, Shōshū) - 45. Non sei solo (ひとりじゃない?, Hitori ja nai) - 46. Lo zio Kenji (ケンヂおじちゃん?, Kenji-ojichan) - 47. Il segnale di fumo (のろし?, Noroshi) - 48. 31 dicembre (12月31日?, Jūnigatsu sanjūichinichi) - 49. Ultimo spettacolo (さいしゅうかい?, Saishūkai) - 50. Rincontro (さいかい?, Saikai) - 51. Monumento commemorativo (記念碑?, Kinenhi) - 52. L'investigatore Chono (蝶野刑事?, Chōno-keiji) - 53. Chocho (ちょーちょ?, Chōcho) - 54. Le ambizioni dei due (ふたりの大志?, Futari no taishi) |                                     |                                         |
| 5  | Trama Degli amici di infanzia che erano al corrente dell'esistenza del libro delle profezie, Yoshitsune, Maruo, Mon-chan, Fukubei e Yukiji rispondono alla chiamata di Kenji e Occio, mentre Croakki, Yanbo e Marbo si rifiutano di cooperare. Nonostante le loro indagini e pedinamenti, i cospiratori non riescono a scoprire di più sull'identità dell'Amico e sui suoi scopi, mentre, complice la mancanza di attentati da due anni a questa parte, cominciano a dubitare dell'esistenza stessa del complotto. Tuttavia la vigilia di Capodanno, un'esplosione al Palazzo della Dieta Nazionale segna la messa in moto del piano dell'Amico, a cui fa seguito poco dopo il rilascio del robot per le strade di Tokyo e il contemporaneo attacco batteriologico in diverse capitali del globo. Kenji e i suoi amici scendono quindi in campo per tentare di fermare il robot. Nel 2014 il Giappone è tornato alla normalità sotto il regime dell'Amico, e Kenji e i suoi amici sono ricordati come gli attentatori dell'umanità durante i fatti del "Capodanno di sangue". Kana, ormai diciassettenne, studia e lavora a Tokyo, vivendo nel ricordo dello zio scomparso. La sua tutrice legale è ora Yukiji, la quale tuttavia è profondamente cambiata e preferisce non parlare del suo passato. Nei pressi del locale in cui lavora Kana, viene trovato un cinese dissanguato, in quello che sembra essere un regolamento di conti tra bande rivali; a capo delle indagini viene posto il giovane detective Shohei Chono, nipote del leggendario ispettore Cho. |                                     |                                         |
| 6  | 20th Century Boys 6 「20世紀少年 6」 - Nijū seiki shōnen 6 | 30 luglio 2001 ISBN 4-09-185536-9   | 6 giugno 2003 ISBN 88-8343-181-2        |
| 6  | Capitoli - 55. Testimone oculare (目撃者?, Mokugekisha) - 56. Il vero colpevole (真犯人?, Shinhannin) - 57. Umihotaru (海ほたる?) - 58. Il mostro (バケモノ?, Bakemono) - 59. Il tunnel (トンネル?, Tonneru) - 60. Braccata (追い詰められて…?, Oitsumerarete…) - 61. L'amico influente (強い味方?, Tsuyoi mikata) - 62. Portafortuna (お守り?, Omamori) - 63. L'ultima speranza (最後の希望?, Saigo no kibō) - 64. La grande fuga (大脱走?, Daidassō) - 65. Prova di coraggio (キモダメシ?, Kimodameshi) |                                     |                                         |
| 6  | Trama Tramite una cliente del locale in cui lavora, Kana risale a Britney, un trasvestito che ha assistito all'uccisione del cinese, e scopre da lui che il colpevole è un poliziotto e che prima di spirare l'uomo aveva parlato di un attentato al papa, in visita a Tokyo nei prossimi giorni, pianificato dall'Amico. A causa della sua avversione per la polizia e per paura di esporre le sue scoperte a un funzionario corrotto, Kana non denuncia il fatto, ma si mantiene nascosta insieme a Britney. Il detective Chono tuttavia le trova e per rassicurarle, promette di parlare dei loro sospetti al capo della polizia e amico di lunga data di suo nonno Cho. Il capo della polizia tuttavia è la stessa persona che ha tradito il suo collega Cho anni prima per aver scoperto troppo, e invia il sicario che ha fatto fuori il cinese a eliminare il testimone e Shohei. Kana interviene in tempo per salvare Shohei, mentre Britney viene uccisa. Intanto il mangaka Kakuta viene arrestato per le sue storie invise al regime e rinchiuso nel carcere di massima sicurezza di Umihotaru, situato su un'isola artificiale nella baia di Tokyo. Qui conosce Occio, imprigionato da quattordici anni, e lo aiuta a pianificare un tentativo di evasione. Da una visita di Tamura Masao, internato conosciuto come "Numero 13" e sicario della setta, inoltre, Occio scopre che Kana potrebbe essere in pericolo. |                                     |                                         |
| 7  | 20th Century Boys 7 「20世紀少年 7」 - Nijū seiki shōnen 7 | 30 ottobre 2001 ISBN 4-09-185537-7  | 31 luglio 2003 ISBN 88-8343-225-8       |
| 7  | Capitoli - 66. La fuga (脱出?, Dasshutsu) - 67. Aria (空気?, Kūki) - 68. Testimone oculare (上陸?, Jōriku) - 69. L'espozione da sogno (夢の博覧会?, Yume no hakurankai) - 70. Koizumi (コイズミ?) - 71. L'autografo di Dio (神様のサイン?, Kamisama no sain) - 72. La verità (真実?, Shinjitsu) - 73. La sala di controllo (コントロールルーム?, Kontorōru rūmu) - 74. L'incontro (対面?, Taimen) - 75. Fukubei (フクベエ?, Fukubē) - 76. L'irruzione (突入?, Totsunyū) |                                     |                                         |
| 7  | Trama Occio e Kakuta fuggono dal penitenziario di Umihotaru, mettendosi in salvo su una barca di pescatori di frodo thailandesi. Accortisi della loro evasione, le autorità mobilitano un'imponente caccia all'uomo. Durante la fuga, Kakuta si dichiara interessato a scrivere il suo prossimo manga su Occio e gli chiede di raccontare la sua versione dei fatti su quello che è accaduto veramente durante il Capodanno di sangue. Intanto una compagna di scuola di Kana, Kyoko Koizumi, sceglie come soggetto del suo tema quello che è passato alla storia come il terrorista Kenji Endo. A corto di idee, si reca al memoriale della pace, dove incontra Dio, diventato miliardario grazie agli investimenti derivanti dalla sua prescienza, a cui domanda informazioni su Kenji. Occio e Dio ripercorrono così gli eventi del Capodanno di sangue, da quando i sette amici tentarono di fermare il robot. Supponendo che l'arma sia pilotata a distanza, il gruppo si mette a scandagliare i grattacieli della metropoli; Kenji e Fukubei si imbattono infine in un uomo mascherato che maneggia uno schermo e che Fukubei identifica come l'Amico. Nella colluttazione che ne segue, Fukubei smaschera l'uomo e riconosce che non si tratta di Sadakyo, ma entrambi precipitano dal grattacielo. Il robot si rimette tuttavia in moto, e Kenji, Occio e Maruo si preparano quindi a farlo saltare in aria con la dinamite. |                                     |                                         |
| 8  | 20th Century Boys 8 「20世紀少年 8」 - Nijū seiki shōnen 8 | 28 febbraio 2002 ISBN 4-09-185538-5 | 2 ottobre 2003 ISBN 88-8343-246-0       |
| 8  | Capitoli - 77. La decisione (すだれ?, Sudare, lett. "Oscurante") - 78. Il robot (ガラクタ?, Garakuta, lett. "Rifiuto") - 79. La canzone di Kenji (ケンヂの歌?, Kenji no uta) - 80. Il pullman (お迎え?, Omukae) - 81. Amicoland (ともだちランド?, Tomodachirando) - 82. La fuga (裏の世界?, Ura no sekai, lett. "L'altra parte del mondo") - 83. La richiesta (頼み?, Tanomi) - 84. I voti (成績発表?, Seiseki happyō) - 85. Il piano (夏休み?, Natsu yasumi, lett. "Le vacanze estive") - 86. La collina dell'impiccato (屋敷の怪?, Yashiki no kai) - 87. Il silenzio (秘密?, Himitsu, lett. "Segreto") |                                     |                                         |
| 8  | Trama Kenji si fa consegnare la dinamite e la piazza sul robot, mentre l'Amico lo affronta su una grande statua davanti al percorso del mecha, mostrando il suo volto. Pochi istanti dopo, la dinamite esplode, uccidendo apparentemente Kenji. L'Amico invece sopravvive e il suo partito si fa propaganda distribuendo un vaccino per contrastare l'epidemia mondiale, venendo identificati come i salvatori dell'umanità. Impaurita dalle implicazioni delle sue scoperte, Kyoko vorrebbe cambiare il soggetto del suo lavoro, ma ormai il ministero dell'educazione l'ha invitata ad Amicoland, un parco a tema che si rivela in realtà una struttura del regime per il lavaggio del cervello. Yoshitsune, che guida un piccolo gruppo di resistenza e si è infiltrato nella struttura come netturbino, le dà consigli per superare le prove che la attendono in cambio di informazioni su quello che avviene nel livello bonus a realtà virtuale. Kyoko viene quindi trasportata nel 1971, in cui il gruppo di Kenji da bambini esplora una casa stregata in cima alla collina. I bambini scoprono che il fantasma è in realtà un teru teru bōzu e si allontanano delusi, ma dopo essere tornata sui suoi passi, Kyoko sente di sfuggita l'Amico da bambino minacciare un suo compagno di non rivelare il loro segreto e, incuriosita, si appresta a sorprendere i due. Yoshitsune si rende conto che Kyoko rischia la vita se vedrà il volto dell'Amico e si precipita ad Amicoland per staccare la corrente all'attrazione virtuale. |                                     |                                         |
| 9  | 20th Century Boys 9 「20世紀少年 9」 - Nijū seiki shōnen 9 | 29 giugno 2002 ISBN 4-09-185539-3   | 4 dicembre 2003 ISBN 88-8343-274-6      |
| 9  | Capitoli - 88. Non deve vedere (見ちゃいけない?, Miccha ikenai) - 89. L'incubo (悪夢?, Akumu) - 90. Una sfida vera (本気勝負?, Honki shōbu) - 91. Rabbit Nabokov (ラビット・ナボコフ?, Rabitto Nabokofu) - 92. Superpoteri (超能力?, Chōnōryoku) - 93. La confessione (告白?, Kokuhaku) - 94. Il nuovo libro delle profezie (しんよげんの書?, Shin yogen no sho) - 95. L'altare (壇上?, Danjō) - 96. Il messia (救世主?, Kyūseishu) - 97. Il momento dell'assassinio (暗殺の時?, Ansatsu no toki) - 98. Il momento dello sparo (凶弾の時?, Kyodan no toki) |                                     |                                         |
| 9  | Trama Nel livello bonus, Kyoko intravede il volto dell'Amico un istante prima che Yoshitsune stacchi la corrente, provocando la fine dell'esperienza e dei danni alla memoria della ragazza, che viene per questo rimandata a casa. Kana intanto si reca al casinò, dove grazie ai suoi poteri ESP vince un'ingente somma di denaro e la dona agli avventori del locale, tutti esponenti della mafia thailandese e cinese di Tokyo. La ragazza li convince così ad affluire nella chiesa di Shinjuku amministrata da padre Nitani e li prega di aiutarla a fermare il tentativo di assassinio del papa programmato dall'Amico. Yukiji continua le sue indagini clandestine grazie al supporto dell'amica avvocato Setsuko Ichihara. Venuta a sapere della riunione nella chiesa di Shinjuku, la donna si ricorda del passaggio contenuto nel nuovo libro delle profezie — consegnatole da Mon-chan prima della sua morte nel 2002 — che recita che un salvatore emergerà nel nome della giustizia ma sarà assassinato. Nella chiesa il poliziotto corrotto tenta di sparare a Kana, ma viene rallentato da Occio e ucciso da Numero 13, il quale afferma che secondo il nuovo libro delle profezie la madre di Kana apparirà a breve portando salvezza o distruzione all'umanità. |                                     |                                         |
| 10 | 20th Century Boys 10 「20世紀少年 10」 - Nijū seiki shōnen 10 | 30 agosto 2002 ISBN 4-09-185540-7   | 5 febbraio 2004 ISBN 88-8343-300-9      |
| 10 | Capitoli - 99. L'armistizio (停戦?, Teisen) - 100. L'incrocio (クロスロード?, Kurosurōdo, Crossroad) - 101. Sorveglianza (監視?, Kanshi) - 102. Il nuovo insegnante (新しい先生?, Atarashii sensei) - 103. Risposte paurose (恐怖の解答?, Kyōfu no kaitō) - 104. Il collezionista (コレクター?, Korekutā, Collector) - 105. Soliloquio (独り言?, Hitorigoto) - 106. La camera dell'Amico (友人の部屋?, Yūjin no heya) - 107. Il ragazzo senza volto (顔のない少年?, Kao no nai shōnen) - 108. Il ragazzo col volto (顔のある少年?, Kao no aru shōnen) - 109. Tuoni (雷鳴?, Raimei) |                                     |                                         |
| 10 | Trama Con il sicario ormai morto, Kana torna a scuola e al suo lavoro. Kyoko cerca di avvicinarla, portando la Dream Navigator Mitsuyo Takasu a sospettare che la ragazza abbia in realtà mantenuto i suoi ricordi di Amicoland e che vada quindi "convertita". Kyoko contatta Yoshitsune per chiedergli aiuto e rivela le sue scoperte a Kana, incluso il fatto che nell'attrazione virtuale l'Amico aveva il volto di Sadakiyo, il nuovo insegnante di inglese delle due ragazze. Sadakiyo si rivela essere un tirapiedi dell'Amico e il custode del suo museo personale, in cui conduce Kyoko. Oppresso e desideroso di fare del bene, Sadakiyo tradisce tuttavia l'Amico e, quando le forze di repressione del regime circondano l'edificio, mostra a Kyoko una foto dell'Amico da piccolo, dà fuoco al museo e si dà alla fuga insieme alla ragazza. I due si recano dal vecchio maestro delle elementari di Sadakiyo in una casa di riposo di Tokyo. Intanto Kana cerca informazioni sul professore di inglese, e la presidentessa dell'istituto, affiliata col regime, si offre di accompagnarla da lui. Durante il viaggio, la preside rivela a Kana che l'Amico è suo padre, ma la sua auto viene sabotata finendo fuori strada. |                                     |                                         |
| 11 | 20th Century Boys 11 「20世紀少年 11」 - Nijū seiki shōnen 11 | 25 dicembre 2002 ISBN 4-09-186631-X | 8 aprile 2004 ISBN 88-8343-311-4        |
| 11 | Capitoli - 110. La profondità della disperazione (絶望の淵?, Zetsubō no fuchi) - 111. La composizione degli ingredienti (成分表示?, Seibun hyōji) - 112. La menzogna del 1970 (1970年の?, Senkyūhyakunanajū-nen no) - 113. La vecchia scuola (旧交?, Kyūkō) - 114. Anima e corpo (全身全霊?, Zenshinzenrei) - 115. L'alieno (宇宙人?, Uchūjin) - 116. La decisione di Sadakiyo (サダキヨの決意?, Sadakiyo no ketsui) - 117. Ruderi (廃墟?, Haikyo) - 118. Godzilla (ゴジラ?, Gojira) - 119. Le parole della mamma (母の言葉?, Haha no kotoba) - 120. Yamane (ヤマネ君?, Yamane-kun) - 121. Il ricordo dell'aula di gastronomia (理科室の思い出?, Rikashitsu no omoide) |                                     |                                         |
| 11 | Trama La direttrice muore nell'incidente, mentre Kana ne esce indenne. Venuta a sapere di un raid in una casa di riposo della città, si reca sul posto dove ritrova Kyoko e Sadakiyo. Sadakiyo racconta di aver incontrato Mon-chan nel 2002 e di avergli rivelato tutto ciò che sapeva sull'Amico prima di assassinarlo. Dichiaratosi pentito, consegna alle due gli appunti presi da Mon-chan, che rivelano tra l'altro anche l'allora posizione della madre di Kana: Kiriko Endo. Gli agenti del regime si preparano a far saltare in aria l'edificio, quando Yoshitsune arriva in elicottero e porta in salvo le due ragazze; Sadakiyo invece rimane indietro per regolare i conti con l'Amico, e l'indomani viene data la notizia del ritrovamento della sua auto bruciata con all'interno un cadavere carbonizzato. Kana, Kyoko, Yoshitsune, Yukiji e Setsuko tentano di decifrare gli appunti di Mon-chan e scoprono che nel 2002 Kiriko visitò un festival cinematografico a Naruhama. Parlando con il proprietario del cinema, Kana scopre che la madre era una batteriologa che lavorava presso il locale ospedale, e deduce che Kiriko faceva parte del team che aveva creato il virus causa dell'epidemia mondiale. Intanto Occio cerca di contattare il suo vecchio compagno di classe Yamane, anch'egli batteriologo e legato alla creazione del virus che è tornato ad affliggere il mondo. |                                     |                                         |
| 12 | 20th Century Boys 12 「20世紀少年 12」 - Nijū seiki shōnen 12 | 29 marzo 2003 ISBN 4-09-186632-8    | 3 giugno 2004 ISBN 88-8343-342-4        |
| 12 | Capitoli - 122. Alcuni Capodanni (それぞれの大みそか?, Sorezore no Ōmisoka) - 123. La visita al tempio (参拝?, Sanpai) - 124. Autodistruzione (自爆?, Jibaku) - 125. Comunicazioni segrete (秘密の連絡?, Himitsu no renraku) - 126. La sala di lettura (図書室?, Toshokan) - 127. L'aula di gastronomia (理科室?, Rikashitsu) - 128. La lampada ad alcol (アルコールランプの下?, Arukōruranpu no shita) - 129. Quell'uomo (その男?, Sono otoko) - 130. Lo sparo -1- (銃声1?, Jūsei ichi) - 131. Lo sparo -2- (銃声2?, Jūsei ni) - 132. La vera natura dello sparo (銃声の正体?, Jūsei no shōtai) - 133. Il volto dell'Amico (ともだちの顔?, Tomodachi no kao) |                                     |                                         |
| 12 | Trama In seguito ai fatti del Capodanno di sangue, Maruo è stato salvato dal famoso cantante nazional-popolare Haru Namio e ne è diventato il manager. Data la passione dell'Amico per la musica di Haru, il cantante viene invitato a esibirsi al palazzo dell'Amico e lo vede in volto. Dalla ricostruzione che ne fa Haru, Maruo risale alla vera identità dell'Amico, la stessa conclusione a cui arrivano indipendentemente Kana, Yoshitsune e Yukiji. Kana infatti, tornata sui luoghi della sua infanzia, ha delle visioni sempre più nitide di suo padre, mentre Yoshitsune e Yukiji identificano l'Amico come il loro compagno di classe che a scuola aveva piegato una serie di cucchiai e da adulto aveva scattato la foto del gruppo di Kenji poi finita in tutti i libri di storia. Occio e Kakuta intanto sono sulle tracce di Yamane quando Occio si ricorda che da bambini Yamane gli aveva rivelato di far parte di una società segreta capitanata dall'Amico, che aveva tratto ispirazione dal libro delle profezie del gruppo di Kenji per scrivere il migliorato nuovo libro delle profezie. I due seguono la pista fino alla scuola che frequentava Occio da bambino e vi trovano Yamane in attesa dell'Amico per un appuntamento fissato per la notte di Capodanno 2015. Quando poco dopo giunge anche l'Amico, Yamane gli spara, chiamandolo bugiardo e affermando che il suo castello di menzogne è ormai crollato. Successivamente gli agenti del regime assaltano l'edificio, uccidendo Yamane. Prima di fuggire, Occio si sincera del fatto che l'Amico sia effettivamente morto e rivela la sua vera identità, svelando che si tratta di Fukubei. |                                     |                                         |
| 13 | 20th Century Boys 13 「20世紀少年 13」 - Nijū seiki shōnen 13 | 30 giugno 2003 ISBN 4-09-186633-6   | 5 agosto 2004 ISBN 88-8343-372-6        |
| 13 | Capitoli - 134. L'uomo di cui non si ha memoria (記憶にない男?, Kioku ni nai otoko) - 135. La morte dell'Amico (ともだちの死?, Tomodachi no shi) - 136. Il consiglio della tavola rotonda (円卓の会議?, Entaku no kaigi) - 137. Il momento del rincontro (再会の時?, Saikai no toki) - 138. La confessione del 2003 (2003年の告白?, 2003-nen no kokuhaku) - 139. Un vero uomo (ホンモノの男?, Honmono no otoko) - 140. L'inizio della fine (終わりの始まり?, Owari no hajimari) - 141. Il contrattacco dell'impero delle rane -1 (蛙帝国の逆襲１?, Kaeru teikoku no gyakushū ichi) - 142. Il contrattacco dell'impero delle rane -2 (蛙帝国の逆襲２?, Kaeru teikoku no gyakushū ni) - 143. Una tranquilla cittadina tedesca (ドイツの静かな町?, Doitsu no shizukana machi) - 144. Il terrore giunge inatteso (忍び寄る恐怖?, Shinobiyoru kyōfu) - 145. Una nuova designazione (新たなる指令?, Aratanaru shirei) |                                     |                                         |
| 13 | Trama I superstiti del gruppo di Kenji si domandano come potesse Fukubei far parte del loro gruppo da bambini, se i loro ricordi su di lui si fermano alla cena di classe del 1997. Intanto nel mondo si sparge la notizia della morte dell'Amico, che scuote profondamente l'opinione pubblica. Senza una guida, il partito dell'amicizia si divide in una fazione più moderata e coloro che vorrebbero portare avanti il piano dell'Amico, risolvendosi in una vera e propria epurazione dei primi da parte di questi ultimi. In base a quanto rivelato a Occio da Yamane, lo scienziato e Kiriko erano alle dipendenze dell'Amico per creare il virus causa dell'epidemia del 2000 e il relativo vaccino. Seguendo le direttive dell'Amico, nel 2003 Yamane aveva perfezionato un nuovo virus talmente sofisticato che Kiriko avrebbe impiegato almeno dieci anni per trovare un vaccino e in grado di annientare il novantanove per cento della popolazione mondiale. L'avvertimento di Kiriko apre gli occhi a Yamane, che decide di fuggire e di non collaborare più con l'Amico. Nel 2015 il nuovo virus incomincia a diffondersi in tutto il mondo, inclusi gli Stati Uniti, dove Croakki gestisce un servizio ambulante di vendita di soba, la Germania, dove Kiriko ha sviluppato un vaccino che cerca disperatamente di produrre su larga scala, e l'isola di Hokkaidō, in cui si recano Haru e Maruo per monitorare la situazione. Kana, Yoshitsune e Kyoko decidono intanto di intrufolarsi ad Amicoland per entrare nella realtà virtuale e scoprire di più sui ricordi e i piani dell'Amico. |                                     |                                         |
| 14 | 20th Century Boys 14 「20世紀少年 14」 - Nijū seiki shōnen 14 | 5 settembre 2003 ISBN 4-09-186634-4 | 14 ottobre 2004 ISBN 88-8343-383-1      |
| 14 | Capitoli - 146. La cerimonia di commemorazione (追悼式?, Tsuitō-shiki) - 147. Il vero 1971 (本当の1971年?, Hontō no 1971-nen) - 148. Il grande satana (悪の大魔王?, Aku no dai maō) - 149. L'intruso (侵入者?, Shin'nyūsha) - 150. Il giorno in cui si vide qualcosa (何かが見えた日?, Nanika ga mieta hi) - 151. L'uomo che piegò i cucchiai (スプーン曲げの男?, Supūn mage no otoko) - 152. L'aula di gastronomia del 1971 (1971年の理科室?, 1971-nen no tika-shitsu) - 153. Incontro casuale nel passato (過去との邂逅?, Kako to no kaigō) - 154. La vera natura (正体?, Shōtai) - 155. Ricordi deformati (ゆがんだ記憶?, Yuganda kioku) - 156. Le mie vacanze estive (僕の夏休み?, Boku no natsu-yasumi) - 157. Giovani e sogni (少年と夢?, Shōnen to yume) |                                     |                                         |
| 14 | Trama Seguendo le ultime volontà dell'Amico, il partito dell'amicizia organizza una grandiosa veglia funebre in suo onore, mentre Manjome, sconsolato per la dipartita del leader, decide di entrare nell'attrazione virtuale di Amicoland per tentare di capire quello che passava per la testa dell'Amico. Nel mentre, Yoshitsune e Kyoko entrano a loro volta nell'attrazione e si ritrovano nell'ultimo giorno delle vacanze estive del 1971, quando la base segreta era stata ormai smantellata per fare posto a una sala da bowling di Kyutaro Kaminaga, il futuro Dio. Ricordandosi che quella notte avvenne un incidente nell'aula di gastronomia della scuola, i due si intrufolano di nascosto nell'edificio, su cui convergono anche Kana, Manjome e un individuo mascherato come l'Amico. Intanto Mitsuyo, Yukiji e Occio scorgono Fukubei aggirarsi per Tokyo. Nella realtà virtuale, Donkey si introduce nottetempo nell'aula di gastronomia per fare un favore a Mon-chan. Qui vede Fukubei impiccato tornare in vita e gridare al miracolo, ma a causa della sua mente razionale è convinto si tratti di un trucco; contrariato, Fukubei gli scaglia contro Sadakiyo e Yamane, costringendo Donkey a mettersi in salvo dalla finestra. L'Amico adulto conferma che la scena appena mostrata corrisponde alla realtà, e fuoriesce dal gioco insieme a Manjome. Prima che la realtà virtuale svanisca del tutto, anche Kana, Yoshitsune e Kyoko si dileguano. |                                     |                                         |
| 15 | 20th Century Boys 15 「20世紀少年 15」 - Nijū seiki shōnen 15 | 25 dicembre 2003 ISBN 4-09-186635-2 | 10 dicembre 2004 ISBN 88-8343-410-2     |
| 15 | Capitoli - 158. Un banale libro delle profezie (陳腐な預言書?, Chinpuna yogen sho) - 159. Un giapponese banale (陳腐な日本人?, Chinpuna nihon-jin) - 160. L'uomo tatuato (入れ墨の男?, Irezumi no otoko) - 161. Verità contorta (蠢く真実?, Ugomeku shinjitsu) - 162. Il coraggio del 2001 (２００１年の勇気?, 2001-nen no yūki) - 163. La separazione del 2001 (２００１年の別れ?, 2001-nen no wakare) - 164. Questo mondo meraviglioso (この素晴らしき世界?, Kono subarashiki sekai) - 165. Il più grande spettacolo della storia (史上最大のショー?, Shijō saidai no shō) - 166. I rappresentanti con le maschere antigas (防毒マスクのセールスマン?, Bōdoku masuku no sērusuman) - 167. Limite di tempo (タイム・リミット?, Taimu rimitto) - 168. Evviva l'Esposizione Universale (ばんぱくばんざい?, Ban paku banzai) - 169. Al di qua dell'arcobaleno (虹のこちら側?, Niji no kochiragawa) - 170. Al di là dell'arcobaleno (虹のむこう側?, Niji no mukō soba) |                                     |                                         |
| 15 | Trama A inizio 2015, padre Luciano viene richiamato in Vaticano per la morte del suo mentore padre Pelin. Catalogando le sue ricerche e appunti, Luciano scopre un tomo contraffatto in cui si menziona un attentato al papa in Asia orientale e che la storia finirà in quello stesso anno; dapprima rigetta le profezie come assurdità, ma presto si rende conto che anche in Vaticano è in atto una cospirazione e che padre Pelin è stato assassinato perché aveva scoperto troppo. Luciano fugge quindi in Giappone, dove si imbatte in Chono e rivela al gruppo di insorgenti le sue scoperte. Con l'aiuto dei mafiosi, Kana e compagni intraprendono delle misure di sicurezza per garantire l'incolumità del papa durante la sua visita all'esposizione universale di Tokyo 2015, finalizzate soprattutto a trovare il sicario Numero 13. A sorpresa, il papa annuncia la sua intenzione di rendere omaggio alla salma dell'Amico durante l'Expo e, nel bel mezzo della cerimonia, quando Numero 13 appare per sparare, l'Amico torna in vita per salvare il papa, subendo un colpo alla spalla e venendo acclamato come una divinità. Intanto negli Stati Uniti, Croakki si mette sulle tracce di Kiriko. Una settimana dopo l'esposizione, l'Amico si è ripreso e, su suo ordine, i rappresentanti con la valigetta e la maschera antigas che diffondono il virus, rilasciano tutti simultaneamente il loro carico, facendo cadere il mondo della rovina. Nel terzo anno dell'era dell'Amico, Kenji è vivo e attraversa il Paese in motocicletta. |                                     |                                         |
| 16 | 20th Century Boys 16 「20世紀少年 16」 - Nijū seiki shōnen 16 | 30 aprile 2004 ISBN 4-09-186636-0   | 14 aprile 2005 ISBN 88-8343-454-4       |
| 16 | Capitoli - 171. La base dell'arcobaleno (虹のつけ根?, Niji no tsukene) - 172. Il vero Amico (本当の友達?, Hontō no Tomodachi) - 173. Dall'altra parte dello specchio (鏡のむこう?, Kagami no mukō) - 174. La realtà della collina dell'impiccato (本当の首吊り坂?, Hontō no kubitsuri-zaka) - 175. Il vero spettro (本当の幽霊?, Hontō no yūrei) - 176. Sovrumano (人間以上?, Ningen'ijō) - 177. L'era dell'Amico (ともだち暦?, Tomodachi reki) - 178. Il saltatore d'asta (棒高跳びの男?, Bōtakatobi no otoko) - 179. Storia moderna (近代史?, Kindaishi) - 180. Idee da bambini (子どもの発想?, Kodomo no hassō) - 181. La scatola dei giochi (オモチャ箱?, Omocha bako) |                                     |                                         |
| 16 | Trama L'Amico rivive i ricordi della sua infanzia. Da piccolo Fukubei era già dotato di poteri paranormali, altero e con una grande stima di sé; nutriva inoltre un'invidia ossessiva nei confronti del gruppo di Kenji, ma era sempre emarginato e nessuno gli prestava attenzione, tranne Sadakiyo e Yamane, che su sua richiesta si rivolgono a lui con l'appellativo "Amico". Venuto a sapere del libro delle profezie di Kenji, decide di realizzarne uno migliore in cui tutte le predizioni si avvereranno. Con l'aiuto di Sadakiyo, Fukubei finge di partecipare all'Expo 1970 di Osaka, salvo trascorrere di nascosto tutta l'estate a Tokyo. I due allestiscono il teru teru bōzu nella casa sulla collina per fare uno scherzo agli altri, ma Kenji e il suo gruppo non si spaventano, e quando il trucco viene scoperto, Fukubei minaccia Sadakiyo di non rivelare il suo coinvolgimento. Seguendo il nuovo libro delle profezie, Fukubei pianifica con Yamane la creazione di un virus e inscena la sua morte nell'aula di gastronomia per poi mostrare il miracolo del suo ritorno in vita, ma durante l'esecuzione qualcosa va storto. Nel presente, l'Amico è stato eletto presidente del mondo e ha diviso il Giappone in aree recintate libere dal virus, ma affette da penuria di cibo e condizioni di vita arretrate; in queste enclave scoppiano ciclicamente manifestazioni e proteste, che vengono prontamente sedate dalla polizia del regime, le forze di difesa terrestre, istituite per contrastare una presunta imminente invasione aliena. Nel terzo anno dell'era dell'Amico, Occio torna a Tokyo dopo tre anni e, ferito dalla polizia, viene accudito dai piccoli Katsuo e Sanae, fratello e sorella. Occio chiede ai due di portarlo a Shinjuku, per tentare di mettersi in contatto con i due gruppi di resistenza: la setta di Kenji, guidata da Yoshitsune, e la cellula capeggiata dalla "Regina di ghiaccio". Nel tragitto, i tre arrivano alla sala da bowling di Dio, il quale afferma che la fine del mondo potrebbe essere vicina. |                                     |                                         |
| 17 | 20th Century Boys 17 「20世紀少年 17」 - Nijū seiki shōnen 17 | 29 ottobre 2004 ISBN 4-09-186637-9  | 14 luglio 2005 ISBN 88-8343-476-5       |
| 17 | Capitoli - 182. Le forze di difesa terrestre (地球防衛軍?, Chikyū bōei-gun) - 183. Forza, Katsuo! (がんばれ！カツオ?, Ganbare! Katsuo) - 184. Molte disperazioni (多くのゼツボウ?, Ōku no zetsubō) - 185. La regina di ghiaccio (氷の女王?, Kōri no joō) - 186. L'inizio della disperazione (絶望の始まり?, Zetsubō no hajimari) - 187. A metà del viaggio (旅の途中?, Tabi no tochū) - 188. La stanchezza del viaggio (旅の重さ?, Tabi no omosa) - 189. Poliziotto di confine (最果ての警察官?, Saihate no keisatsukan) - 190. Canzone di confine (最果ての歌?, Saihate no uta) - 191. I compiti delle vacanze (夏休みの宿題?, Natsu-yasumi no shukudai) - 192. L'incontro casuale all'incrocio: cross-counter (十字路の遭遇：クロスカウンター?, Jūjiro no sōgū: kurosu kauntā) |                                     |                                         |
| 17 | Trama Dio guida Occio, Katsuo e Sanae per i sotterranei verso la chiesa di Shinjuku, ma a causa della strettezza dei cunicoli, Occio è costretto a mandare avanti i fratelli. All'interno di un vagone abbandonato della metropolitana, i due trovano un sovversivo ferito, il quale chiede loro di riferire alla Regina di ghiaccio che tra le sue file si trova una spia e che l'insurrezione programmata per il 20 agosto è destinata a fallire perché la polizia ne è già venuta a conoscenza. Dopo la sommaria esecuzione dell'uomo da parte delle forze di difesa terrestre, Katsuo prosegue il tragitto e fa incontrare Occio, Dio e padre Nitani, mentre Sanae decide di andare ad avvertire la Regina di ghiaccio, che si scopre essere Kana; i suoi uomini tuttavia sono talmente infervorati che la ragazza non se la sente di revocare l'insurrezione. All'alba dell'era dell'Amico, i non vaccinati venivano deportati in strutture sanitarie in zone rurali del Giappone, dove a causa del virus e del fatto che il vaccino venga spedito a pochi eletti, si instaura un clima di anarchia, prevaricazione e sopravvivenza del più forte. Loro malgrado, Occio e Kana ottengono una vaccinazione. Chono intanto è assegnato all'avamposto settentrionale del Giappone, in cui da anni non è transitato nessuno. Durante un'ispezione al vicino villaggio, Chono scopre che alla radio viene trasmessa segretamente la canzone di Kenji che Kana gli aveva fatto ascoltare, e che questa infonde speranza e coraggio nelle masse. Poco dopo, dal confine giunge lo stesso Kenji. |                                     |                                         |
| 18 | 20th Century Boys 18 「20世紀少年 18」 - Nijū seiki shōnen 18 | 28 febbraio 2005 ISBN 4-09-186638-7 | 10 novembre 2005 ISBN 88-8343-533-8     |
| 18 | Capitoli - 193. Dudududum ♪ zuzuzuzum (グータララ♫スーダララ?, Gūtarara ♫ Sūdarara) - 194. I due sopravvissuti ( 生き残った二人?, Ikinokotta futari) - 195. Figlia… (娘よ・・・?, Musume yo…) - 196. La canzone di tutti (みんなの歌?, Min'na no uta) - 197. Adunatevi tutti! (みんな集まって?, Min'na atsumatte) - 198. Alzati! Alzati, Jo! (立て、立つんだ、ジョー!!?, Tate, tatsunda, Jō!!) - 199. Biiis! Biiiiis! (アンコールアンコール!!?, Ankōru Ankōru!!) - 200. Il mondo inizia a cambiare (世界を変える始まり?, Sekai wo kaeru hajimari) - 201. Quello che non si deve vedere (見てはいけないもの?, Mite wa ikenai mono) - 202. Quello che non si deve sentire (聞いてはいけないもの?, Kiite wa ikenai mono) - 203. Quello che non si deve sapere (知ってはいけないもの?, Shitte wa ikenai mono) |                                     |                                         |
| 18 | Trama Sanae torna da Occio a mani vuote, ma da lei l'uomo scopre che la Regina di ghiaccio è Kana e che alla radio circola una nuova versione della canzone di Kenji, da cui deduce che il suo amico possa essere ancora vivo. Con questa speranza, si dirige da Kana per convincerla ad abbandonare il suo proposito di insurrezione e, sintonizzatosi sulla stazione che trasmette la canzone, riesce a farle cambiare idea. Katsuo e Sanae intanto tornano a casa. All'avamposto settentrionale, Kenji imbraccia la chitarra e si esibisce in una canzone, portando i suoi seguaci a irrompere nell'accampamento e incapacitare i soldati; insieme a Chono si dirige poi verso Tokyo. Kana intende mettersi in marcia per risalire alla stazione radio che trasmette la canzone di Kenji, quando le forze di difesa terrestre effettuano una retata nella sua base, uccidono molti suoi uomini e rastrellano i sopravvissuti. Kana e Occio sono catturati e portati al cospetto di Majome. Il leader ripercorre i suoi trascorsi con Fukubei e il tentativo di mettere in piedi uno show televisivo che esaltasse i poteri telecinetici del ragazzo, ma che sfumò perché Fukubei ricorse a un trucco. Anni dopo Fukubei lo ricontattò per mettere in atto il suo piano di vendicarsi di tutti coloro che lo avevano chiamato bugiardo e annientare la razza umana. Manjome sospetta che l'Amico attuale non sia Fukubei e chiede l'aiuto di Kana e Occio per ucciderlo. |                                     |                                         |
| 19 | 20th Century Boys 19 「20世紀少年 19」 - Nijū seiki shōnen 19 | 30 giugno 2005 ISBN 4-09-186639-5   | 13 aprile 2006 ISBN 88-8343-579-6       |
| 19 | Capitoli - 204. L'ultima preda (最後の獲物?, Saigo no emono) - 205. Arriva una cosa gigantesca (どデカいものがやってくる?, Do deka imono ga yattekuru) - 206. Asso di picche (スペードの市?, Supēdo no ichi) - 207. La malinconia del signor Ujiki, fumettista (漫画家氏木氏の憂鬱?, Mangaka Ujiki-shi no yūutsu) - 208. L'apripista (突破者?, Toppasha) - 209. La grande fuga (大脱走?, Daidassō) - 210. I magnifici sette samurai (荒野の七人の侍?, Kōya no shichinin no samurai) - 211. Trovato! Trovato! (見ぃーつけた?, Mi'ītsuketa) - 212. Di fronte alla schiena (後ろの正面?, Ushiro no shōmen) - 213. L'uomo peggiore (最悪の男?, Saiaku no otoko) - 214. L'uomo che ha fatto ritorno (帰ってきた男?, Kaettekita otoko) |                                     |                                         |
| 19 | Trama L'Amico si appresta a dare inizio al suo piano per l'estinzione dell'umanità e la migrazione su Marte. Nel frattempo Kenji e Chono raggiungono la barriera tra Tōhoku e Kantō, ma non dispongono del lasciapassare per superare il punto di controllo. Asso di picche, un abitante del villaggio sorto nei pressi della barriera, li indirizza allora dal miglior falsario del borgo, il fumettista Tsuneo Ujiki, rimasto separato dal suo partner Kaneko a causa della pandemia e della costruzione delle mura. Mentre Kenji convince il mangaka a realizzargli dei lasciapassare, Asso di picche con un pretesto si allontana con Chono e lo consegna alla polizia in cambio di una lauta ricompensa, di cui necessita per comprare medicine per la sorella malata. Con i lasciapassare di Ujiki, Kenji e il resto degli abitanti del villaggio attraversano il posto di blocco. Dall'altro lato, Kenji si introduce nel castello della polizia del Kantō per liberare Chono, mentre i cittadini del villaggio assaltano l'edificio e costringono la guarnigione ad arrendersi. Kenji affronta il capo del castello, un sottoposto dell'Amico della prima ora, che aveva ucciso il fidanzato di Kiriko per far sì che la donna cadesse tra le braccia di Fukubei. Kenji gli racconta di come è sopravvissuto al Capodanno di sangue perdendo la memoria e prese a vagare senza meta per il Giappone, fino a quando con la nuova diffusione del virus nel 2015 riacquistò i suoi ricordi; con il suo ascendente, Kenji disarma infine l'uomo. Intanto Kana si riappacifica con Yoshitsune e gli comunica la sua intenzione di uccidere l'Amico. |                                     |                                         |
| 20 | 20th Century Boys 20 「20世紀少年 20」 - Nijū seiki shōnen 20 | 28 ottobre 2005 ISBN 4-09-186640-9  | 21 dicembre 2006 ISBN 88-8343-675-X     |
| 20 | Capitoli - 215. Conoscenza fondamentale (極意?, Gokui) - 216. Il tempo della Santa Madre (聖母の時間?, Seibo no jikan) - 217. Quando gracidano le rane (カエル鳴く時?, Kaeru naku toki) - 218. L'uomo peggiore (最低の男?, Saitei no otoko) - 219. La scommessa degli esseri umani (人類の勝負?, Jinrui no shōbu) - 220. Chi è "l'Amico"?“ともだち”は誰!? ("Tomodachi" wa dare!??) - 221. La forza miracolosa (偉大な力?, Idaina ryoku) - 222. Io, proprio io (僕こそは?, Boku koso wa) - 223. Qual è quale? (どっちがどっち!??, Docchi ga docchi!?) - 224. Copione per un fuori copione (シナリオにないシナリオ?, Shinario ni nai shinario) - 225. 24 ore per l'umanità (２４時間の人類?, 24-jikan no jinrui) |                                     |                                         |
| 20 | Trama Setsuko Ichihara scopre tramite l'ufficio immigrazione che Kiriko è tornata in Giappone e risiede a Higashimurayama. Maruo si reca sul posto e apprende che lei e Croakki sono stati portati in Giappone dagli agenti dell'Amico come parte del suo piano per sviluppare una versione potenziata del virus del 2015, che verrà rilasciata nel mondo tramite dischi volanti a simulare un'invasione aliena. Kiriko testa con successo un vaccino, e rivela che l'Amico attuale non è Fukubei ma potrebbe essere un suo compagno d'infanzia. Con la complicità degli uomini di Manjome, Kana, Occio e Yukiji si introducono nel quartier generale dell'Amico per ucciderlo. Kanna fa in modo di avvicinarlo da sola, ma, sebbene lui tenti di farla uccidere, lei lo risparma quando capisce che non si tratta del suo vero padre. Manjome intanto è stato assassinato e la colpa viene fatta ricadere su Occio e Yukiji, ai quali viene tuttavia permesso di allontanarsi in quanto hanno ancora un ruolo da ricoprire nello scenario dell'Amico. Fuggendo, i due si imbattono in Marbo, il quale ha voltato le spalle all'Amico dopo la loro iniziale collaborazione e, insieme al fratello Yanbo, ha finanziato il professor Shikishima nella creazione di un robot in grado di contrastare il piano dell'Amico. |                                     |                                         |
| 21 | 20th Century Boys 21 「20世紀少年 21」 - Nijū seiki shōnen 21 | 28 febbraio 2006 ISBN 4-09-180159-5 | 15 febbraio 2007 ISBN 978-88-8343-700-7 |
| 21 | Capitoli - 226. Chi sei?! (あんた誰!??, Anta dare?!) - 227. Nascondino (かくれんぼ?, Kakurenbo) - 228. Il messaggero del papa (法王の使者?, Hōō no shisha) - 229. Vieni a giocare! (あーそびーましょ?, Āsobīmasho) - 230. L'apparizione dell'alieno (宇宙人現る?, Uchūbito genru) - 231. L'"Amico" che si trova qui ora (今そこにいる“ともだち”?, Ima soko ni iru "Tomodachi") - 232. Il proseguimento del libro delle profezie (つづきのよげんしょ?, Tsuzuki no yogen sho) - 233. Rimarrà solo quella (あんだけが残る?, An sake ga nokoru) - 234. Sotto questa bandiera (この旗のもとに?, Kono hata no moto ni) - 235. Tieni alta questa bandiera (その旗をあげろ?, Sono hata wo agero) - 236. Confessioni di una maschera (仮面の告白?, Kamen no kokuhaku) |                                     |                                         |
| 21 | Trama Il dj che trasmette la canzone di Kenji è Konchi, un vecchio compagno di classe della banda che si era trasferito in Hokkaido da bambino e che aveva ottenuto delle cassette da Kenji stesso, ancora senza memoria, durante il suo peregrinare per il Giappone. Braccato dalla polizia di regime per la sua musica sovversiva, Konchi fugge e incontra Numero 13, che si è ritirato in isolamento dopo la morte dell'Amico originale. I due recuperano un vecchio elicottero e si dirigono a Tokyo per regolare i conti con il nuovo Amico. Giunti a Tokyo, Chono riferisce a Kenji che l'esposizione universale è diventata permanente in qualità di santuario della rinascita dell'Amico, e che nel 2015 all'interno della torre della sole aveva visto dei bambini rincorrersi e chiamare Kenji a giocare con loro. Verso la città convergono anche Maruo, Croakki e Kiriko, i quali hanno finito di preparare le scorte di vaccino. L'Amico, che aspetta un figlio da Takasu ed è ormai pronto a compiere l'ultima parte della profezia concepita da bambino, annuncia in diretta mondiale che è il responsabile delle epidemie del 2000 e 2015, e che distruggerà il mondo in sette giorni. Kana e compagni intanto si riuniscono e, identificato l'unico luogo sicuro della città nell'area dell'esposizione universale, cercano di convincere gli abitanti di Tokyo a radunarsi lì. |                                     |                                         |
| 22 | 20th Century Boys 22 「20世紀少年 22」 - Nijū seiki shōnen 22 | 30 novembre 2006 ISBN 4-09-180805-0 | 28 giugno 2007 ISBN 978-88-8343-757-1   |
| 22 | Capitoli - 237. Dopo la confessione (告白のあと?, Kokuhaku no ato) - 238. L'ultima canzone (最後の歌?, Saigo no uta) - 239. Cittadini di Tokyo, voi tutti che siete in ascolto (東京都民の皆さん?, Tōkyō-to-min no minna-san) - 240. La tua sfida (あんたの勝負?, Anta no shōbu) - 241. La prima vita che devi salvare è la tua (あなたが生きなさい?, Anata ga ikinasai) - 242. Il gran Re Maschera (お面大王?, O-men daiō) - 243. Il nemico non deve avere… (敵に渡すな?, Teki ni watasu na) - 244. Il leggendario ispettore, parte seconda (続伝説の刑事?, Zoku densetsu no deka) - 245. Voi, non fate niente (何もするな?, Nani mo suru na) - 246. Il principio della giustizia (正義の始まり?, Seigi no hajimari) - 247. Il difensore della giustizia (正義を守る男?, Seigi wo mamoru otoko) - 248. La fine del gioco (遊びの終わり?, Asobi no owari) - 249. Capitoli chiusi (決着?, Kecchaku) |                                     |                                         |
| 22 | Trama Kana e compagni uniscono le forze con Konchi e Numero 13 per incitare la popolazione a radunarsi nell'area dell'esposizione universale con la promessa di un mega-concerto da tenersi lì. Tra i disordini, anche alcuni membri del partito dell'Amico pensano di darsi alla fuga, tra cui il capo della polizia, ma viene arrestato da Chono per tradimento; egli rivela al giovane detective che i rapporti sulle indagini dell'ispettore Cho, che contengono indicazioni sull'identità dell'Amico, si trovano nella torre del sole. Maruo e Croakki si imbattono in Sadakiyo, il quale li aiuta a entrare a Tokyo scalando il muro nel punto in cui era passato Occio. Tramite un infiltrato nella setta di Kenji, l'Amico mette le mani sul telecomando del robot del professor Shikishima e lo attiva, mentre i dischi volanti prendono il volo per spargere il virus su Tokyo. Kenji, Maruo e Croakki raggiungono l'Amico nei pressi della loro scuola da bambini, dove l'Amico accusa Kenji di una scorrettezza commessa da bambino e afferma che di conseguenza non ha il diritto di definirsi paladino della giustizia, mentre Kenji si scusa, e gli chiede di fermarsi, dato che ormai il loro gioco è finito. Interviene Sadakiyo che punta un coltello verso l'Amico. Kana intanto ferma il robot coi suoi poteri psichici, e Occio penetra al suo interno, sfruttando le armi del mecha per abbattere due dischi volanti. Numero 13 si schianta con il suo elicottero contro il rimanente ufo, facendolo precipitare nel cortile della scuola su Kenji, l'Amico e Sadakiyo. In seguito, Kenji giunge sul palco dell'esposizione universale e si esibisce in concerto davanti alla folla riunita, poi si ricongiunge con Kana e con tutti i suoi compagni. |                                     |                                         |

## 21st Century Boys
| Nº | Titolo italiano Giapponese 「Kanji」 - Rōmaji | Data di prima pubblicazione              | Data di prima pubblicazione           |
| Nº | Titolo italiano Giapponese 「Kanji」 - Rōmaji | Giapponese                               | Italiano                              |
| 1  | 21st Century Boys 1 – La morte dell'"Amico" 「21世紀少年 上」 - Nijūichi seiki shōnen ue | 30 maggio 2007 ISBN 978-4-09-181216-2    | 19 giugno 2008 ISBN 978-88-6346-035-3 |
| 1  | Capitoli - 1. La morte dell'"Amico" (“ともだち”の死?, "Tomodachi" no shi) - 2. Gli adulti visti in sogno (夢の中の大人?, Yume no naka no otona) - 3. La nostra bandiera (俺たちの旗?, Ore-tachi no hata) - 4. Il momento in cui diventammo bambini (子供のはじまり?, Kodomo no hajimari) - 5. Fantasma dal futuro (未来のおばけ?, Mirai no obake) - 6. La copia della copia (マネのマネ?, Mane no mane) - 7. Il nascondiglio (かくし場所?, Kakushi basho) - 8. Tu oggi sei morto (おまえは今日で死にました?, Omae wa kyō de shinimashita) |                                          |                                       |
| 2  | 21st Century Boys 2 – 20th Century Boy 「21世紀少年 下」 - Nijūichi seiki shōnen shita | 28 settembre 2007 ISBN 978-4-09-181495-1 | 9 ottobre 2008 ISBN 978-88-6346-118-3 |
| 2  | Capitoli - 9. Le regole del gioco (ゲームのルール?, Gēmu no rūru) - 10. L'ultima dei demoni (悪魔の残党?, Akuma no zantō) - 11. Manjome, addio! (さよなら万丈目?, Sayonara Manjōme) - 12. Il pulsante (スイッチ?, Suicchi, Switch) - 13. Punch out (パンチアウト?, Panchi auto) - 14. Non permetteremo che finisca (絶対に終わらせない?, Zettai ni owarasenai) - 15. Mi dispiace! Scusami! (ごめんなさい?, Gomen nasai) - 16. 20th Century Boy (20世紀少年?, 20 seiki shōnen)                                                             |                                          |                                       |